# Lekkoatletyka na Igrzyskach Śródziemnomorskich 1991
Zawody lekkoatletyczne na igrzyskach śródziemnomorskich w 1991 odbyły się w dniach 6–11 lipca 1991 w Atenach.
Tylko jedna zawodniczka zgłosiła się do zawodów w siedmioboju, w związku z czym konkurencje tę rozegrano jako pokazową.

## Wyniki

### Mężczyźni

#### konkurencje biegowe
| Konkurencja:                       | 1. miejsce                                                             | Rezultat | 2. miejsce                                                                          | Rezultat | 3. miejsce                                                                     | Rezultat |
| Bieg na 100 metrów                 | Ezio Madonia · Włochy                                                  | 10,27    | Janis Zisimidis · Cypr                                                              | 10,41    | Cengiz Kavaklıoğlu · Turcja                                                    | 10,44    |
| Bieg na 200 metrów                 | Stefano Tilli · Włochy                                                 | 20,73    | Miguel Ángel Gómez · Hiszpania                                                      | 20,76    | Sandro Floris · Włochy                                                         | 20,96    |
| Bieg na 400 metrów                 | Olivier Noirot · Francja                                               | 45,41    | Fabio Grossi · Włochy                                                               | 45,93    | Abdelali Kasbane · Maroko                                                      | 45,99    |
| Bieg na 800 metrów                 | Réda Abdenouz · Algieria                                               | 1:47,62  | Luis Javier González · Hiszpania                                                    | 1:47,84  | Tonino Viali · Włochy                                                          | 1:47,86  |
| Bieg na 1500 metrów                | Gennaro Di Napoli · Włochy                                             | 3:42,80  | Raszid al-Basir · Maroko                                                            | 3:43,06  | Zeki Öztürk · Turcja                                                           | 3:43,22  |
| Bieg na 5000 metrów                | Ibrahim Butajjib · Maroko                                              | 13:29,64 | Chalid Skah · Maroko                                                                | 13:30,00 | Antonio Martins · Francja                                                      | 13:38,08 |
| Bieg na 10 000 metrów              | Hammu Butajjib · Maroko                                                | 28:24,19 | Francesco Bennici · Włochy                                                          | 28:38,19 | Khalid Boulami · Maroko                                                        | 28:52,84 |
| Maraton                            | Salah Qoqaiche · Maroko                                                | 2:20:26  | Gianluigi Curreli · Włochy                                                          | 2:20:54  | Christos Sotiropulos · Grecja                                                  | 2:24:54  |
| Bieg na 110 metrów przez płotki    | Dan Philibert · Francja                                                | 13,53    | Carlos Sala · Hiszpania                                                             | 13,64    | Fausto Frigerio · Włochy                                                       | 13,72    |
| Bieg na 400 metrów przez płotki    | Stéphane Caristan · Francja                                            | 49,27    | Fabrizio Mori · Włochy                                                              | 49,82    | Mauro Maurizi · Włochy                                                         | 50,05    |
| Bieg na 3000 metrów z przeszkodami | Azzedine Brahmi · Algieria                                             | 8:21,58  | Alessandro Lambruschini · Włochy                                                    | 8:22,95  | Abdelaziz Sahere · Maroko                                                      | 8:24,15  |
| Sztafeta 4 × 100 metrów            | Włochy · Mario Longo · Carlo Simionato · Sandro Floris · Ezio Madonia  | 39,12    | Hiszpania · Juan Jesús Trapero · Enrique Talavera · Miguel Ángel Gómez · Luis Turón | 39,39    | Francja · Antoine Richard · Éric Perrot · Olivier Théophile · Pascal Théophile | 39,99    |
| Sztafeta 4 × 400 metrów            | Włochy · Marco Vaccari · Alessandro Aimar · Fabio Grossi · Andrea Nuti | 3:03,20  | Jugosławia · Dejan Jovković · Nenad Đurović · Ismail Mačev · Slobodan Branković     | 3:03,74  | Maroko · Abdelali Kasbane · Ali Dahane · Bouchaib Belkaid · Benyounés Lahlou   | 3:03,75  |
| Chód na 20 kilometrów              | Maurizio Damilano · Włochy                                             | 1:22:48  | Daniel Plaza · Hiszpania                                                            | 1:23:51  | Olegario Regidor · Hiszpania                                                   | 1:26:45  |

#### konkurencje techniczne
| Konkurencja:   | 1. miejsce                      | Rezultat | 2. miejsce                     | Rezultat | 3. miejsce                    | Rezultat |
| Skok wzwyż     | Othmane Belfaa · Algieria       | 2,28     | Luca Toso · Włochy             | 2,26     | Fabrizio Borellini · Włochy   | 2,26     |
| Skok o tyczce  | Philippe d’Encausse · Francja   | 5,60     | Jean-Marc Tailhardat · Francja | 5,60     | Marco Andreini · Włochy       | 5,60     |
| Skok w dal     | Konstandinos Kukodimos · Grecja | 8,26 ,   | Fausto Frigerio · Francja      | 8,15 w   | Giovanni Evangelisti · Włochy | 7,89     |
| Trójskok       | Marios Chadziandreu · Cypr      | 17,13    | Alex Norca · Francja           | 16,74    | Lotfi Khaïda · Algieria       | 16,64    |
| Pchnięcie kulą | Alessandro Andrei · Włochy      | 19,38    | Luciano Zerbini · Włochy       | 19,25    | Luc Viudès · Francja          | 19,05    |
| Rzut dyskiem   | Luciano Zerbini · Włochy        | 60,10    | Marco Martino · Włochy         | 59,82    | David Martínez · Hiszpania    | 59,16    |
| Rzut młotem    | Raphaël Piolanti · Francja      | 75,10    | Enrico Sgrulletti · Włochy     | 74,78    | Sawas Saridzoglu · Grecja     | 70,06    |
| Rzut oszczepem | Julián Sotelo · Hiszpania       | 76,04 ,  | Fabio De Gaspari · Włochy      | 73,10    | Charlus Bertimon · Francja    | 72,52    |
| Dziesięciobój  | Saša Karan · Jugosławia         | 7771 pkt | Alper Kasapoğlu · Turcja       | 7650 pkt | Efhimios Andreoglu · Grecja   | 7513 pkt |

### Kobiety

#### konkurencje biegowe
| Konkurencja:                    | 1. miejsce                                                                            | Rezultat | 2. miejsce                                                                         | Rezultat | 3. miejsce                                                               | Rezultat |
| Bieg na 100 metrów              | Wula Patulidu · Grecja                                                                | 11,48    | Maguy Nestoret · Francja                                                           | 11,50    | Magalie Simioneck · Francja                                              | 11,53    |
| Bieg na 200 metrów              | Marisa Masullo · Włochy                                                               | 23,21    | Fabienne Ficher · Francja                                                          | 23,40    | Valérie Jean-Charles · Francja                                           | 23,52    |
| Bieg na 400 metrów              | Julia Merino · Hiszpania                                                              | 51,88    | Véronique Poulain · Francja                                                        | 52,85    | Francine Landre · Francja                                                | 53,43    |
| Bieg na 800 metrów              | Hasiba Bu-l-Marka · Algieria                                                          | 2:01,27  | Frédérique Quentin · Francja                                                       | 2:01,51  | Nadia Falvo · Włochy                                                     | 2:02,58  |
| Bieg na 1500 metrów             | Hasiba Bu-l-Marka · Algieria                                                          | 4:08,17  | Irini Teodoridu · Grecja                                                           | 4:10,30  | Gabriella Dorio · Włochy                                                 | 4:10,63  |
| Bieg na 3000 metrów             | Roberta Brunet · Włochy                                                               | 8:45,68  | Nadia Dandolo · Włochy                                                             | 8:46,94  | Amina Maanaoui · Maroko                                                  | 9:22,94  |
| Bieg na 100 metrów przez płotki | Anne Piquereau · Francja                                                              | 12,88    | Wula Patulidu · Grecja                                                             | 12,96    | María José Mardomingo · Hiszpania                                        | 13,34    |
| Bieg na 400 metrów przez płotki | Nezha Bidouane · Maroko                                                               | 55,13    | Irmgard Trojer · Włochy                                                            | 55,42    | Nadia Zatouani · Maroko                                                  | 57,57    |
| Sztafeta 4 × 100 metrów         | Francja · Magalie Simioneck · Maguy Nestoret · Fabienne Ficher · Valérie Jean-Charles | 43,66    | Włochy · Marisa Masullo · Donatella Dal Bianco · Daniela Ferrian · Rossella Tarolo | 43,67    | Grecja · Kanelidu · Ekaterini Kofa · Marina Wasarmidu · Wula Patulidu    | 44,77    |
| Sztafeta 4 × 400 metrów         | Francja · Elsa Devassoigne · Véronique Poulain · Francine Landre · Fabienne Ficher    | 3:31,00  | Włochy · Roberta Rabaioli · Johanna Zuddas · Barbara Martinelli · Cosetta Campana  | 3:33,68  | Hiszpania · Idoia Granda · Gregoria Ferrer · Amaia Andrés · Esther Lahoz | 3:34,21  |

#### konkurencje techniczne
| Konkurencja:   | 1. miejsce                    | Rezultat | 2. miejsce                  | Rezultat | 3. miejsce               | Rezultat |
| Skok wzwyż     | Isabelle Chevallier · Francja | 1,90     | Niki Gawera · Grecja        | 1,87     | Niki Bakojani · Grecja   | 1,87     |
| Skok w dal     | Tamara Malešev · Jugosławia   | 6,60     | Valentina Uccheddu · Włochy | 6,52     | Isabel López · Hiszpania | 6,14     |
| Pchnięcie kulą | Margarita Ramos · Hiszpania   | 17,71    | Agnese Maffeis · Włochy     | 17,46    | Mara Rosolen · Włochy    | 15,95    |
| Rzut dyskiem   | Agnese Maffeis · Włochy       | 59,46    | Isabelle Devaluez · Francja | 56,14    | Agnès Teppe · Francja    | 55,80    |
| Rzut oszczepem | Ana Weruli · Grecja           | 60,34    | Nadine Auzeil · Francja     | 54,82    | Aysel Taş · Turcja       | 54,34    |

#### konkurencja pokazowa
| Konkurencja: | 1. miejsce                | Rezultat | 2. miejsce | Rezultat | 3. miejsce | Rezultat |
| Siedmiobój   | Yasmina Azzizi · Algieria | 6114 pkt | –          | –        | –          | –        |

## Tabela medalowa
Tabela poniższa nie obejmuje medalu w siedmioboju kobiet, ponieważ była to konkurencja pokazowa.
| Miejsce | Reprezentacja | Złoto | Srebro | Brąz | Razem |
| 1       | Włochy        | 11    | 17     | 10   | 38    |
| 2       | Francja       | 9     | 8      | 8    | 25    |
| 3       | Algieria      | 5     | 0      | 1    | 6     |
| 4       | Maroko        | 4     | 2      | 6    | 12    |
| 5       | Hiszpania     | 3     | 5      | 5    | 13    |
| 6       | Grecja        | 3     | 3      | 5    | 11    |
| 7       | Jugosławia    | 2     | 1      | 0    | 3     |
| 8       | Cypr          | 1     | 1      | 0    | 2     |
| 9       | Turcja        | 0     | 1      | 3    | 4     |
| Poz.    | Razem:        | 38    | 38     | 38   | 114   |